# Clash of the Wolves
Pour plus de détails, voir Fiche technique et Distribution.
Clash of the Wolves (ou The Clash of the Wolves) est un western américain réalisé par Noel M. Smith, sorti en 1925. Le film était présumé disparu, mais une copie a été retrouvée en Afrique du Sud, et a été restaurée en 2003.

## Synopsis
Lobo, mi-chien mi-loup, est le mâle dominant d'une meute, et les éleveurs ont mis sa tête à prix. David Weston, un jeune prospecteur, se lie d'amitié avec lui après lui avoir retiré une épine de la patte. Il récompense la gentillesse de son nouveau maître en le défendant contre les attaques de Horton, qui convoite les biens de Dave et sa bien-aimée. Lorsque Horton attaque à nouveau Dave et le laisse pour mort, Lobo transmet un message de Dave à May. En chemin, il réussit à échapper à une troupe qui le traque et, du même coup, à l'attirer vers Dave. Lobo tue Horton, et les éleveurs apprennent que Lobo est l'ami de l'homme. Dave et May se marient, et Lobo s'installe avec eux. 

## Fiche technique
- Titre : Clash of the Wolves
- Réalisation : Noel M. Smith
- Scénario : Charles Logue
- Photographie : Edwin B. DuPar, Allen Thompson, Joseph Walker
- Montage : Clarence Kolster
- Genre : Western[2]
- Production : Warner Bros.
- Distributeur : Warner Bros.
- Genre : Aventure, drame, romance et western
- Durée : 74 minutes
- Date de sortie : 28 novembre 1925

## Distribution

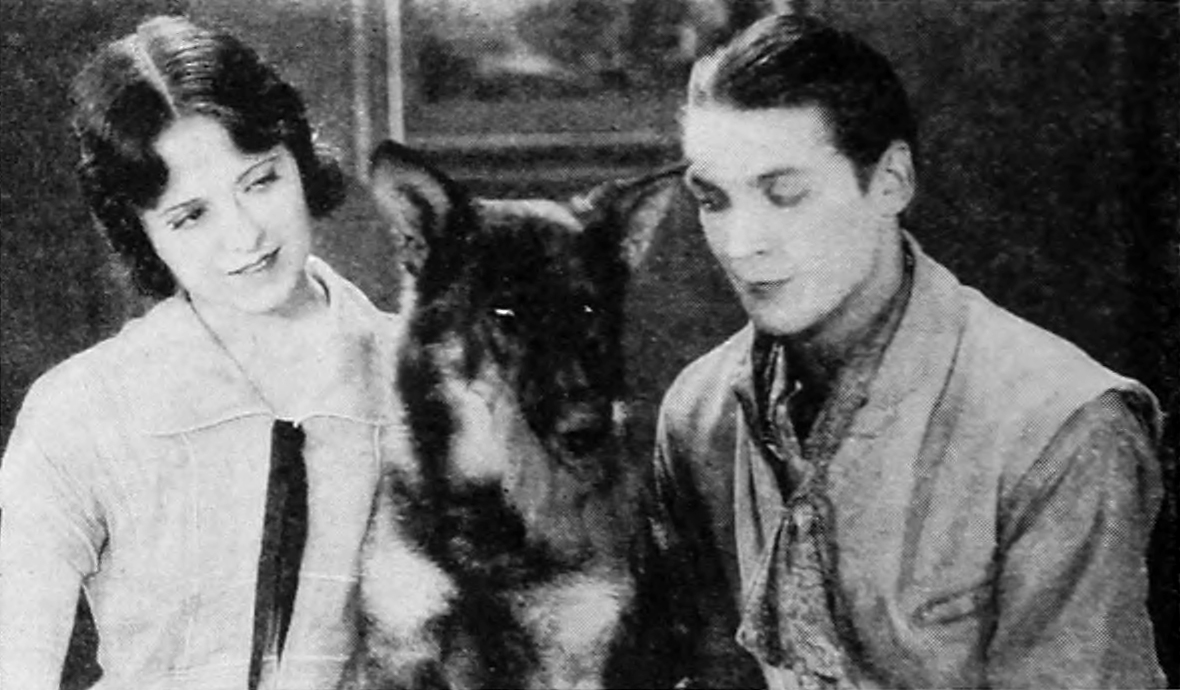
June Marlowe, Rin Tin Tin et Charles Farrell.

- Rin Tin Tin : Lobo
- Nanette : l'amie de Lobo
- Charles Farrell : Dave Weston
- June Marlowe : May Barstowe
- Heinie Conklin : Alkali Bill
- Will Walling : Sam Barstowe
- Pat Hartigan : William 'Borax' Horton